# Michèle Tribalat
« Tribalat » redirige ici. Pour l’article homophone, voir Triballat.
Michèle Tribalat, née en 1950, est une démographe française, chercheuse à l'Institut national d'études démographiques (INED).

## Formation
Michèle Tribalat a suivi sa scolarité à Angoulême, Vierzon, puis Paris, notamment à l'Institut de démographie de l'université de Paris-I (IDUP) ; elle est titulaire d'un DEA (mémoire sur la nuptialité et la fécondité des mariages en Irlande sous la direction de Chantal Blayo).

## Thèmes de recherches
Elle est recrutée par l'INED en 1976 pour se consacrer à l'étude des migrations internationales. Ses premiers articles sont publiés sous son nom d'alors, Michèle Brahimi. Elle fait définir, pour le recensement de la population de 1990, la catégorie des « immigrés », est la principale responsable de l'enquête « Mobilité géographique et insertion sociale » (MGIS) de 1992, et se consacre aux problèmes liés à l’intégration et à l'assimilation des immigrés et de leurs enfants.
Ses recherches se sont traduites par la publication de plusieurs ouvrages, dont un ouvrage en collaboration avec le politologue Pierre-André Taguieff sur le Front national. Dans l'ouvrage Face au Front national : arguments pour une contre-offensive, Michèle Tribalat se livre notamment à une analyse critique du rapport de Pierre Milloz sur le coût de l'immigration en France, dont elle réfute les conclusions. Elle est alors critiquée par l'extrême droite, qui lui attribue en 1999 le parodique prix Lyssenko. Au cours des années suivantes, elle a poursuivi ses recherches dans les domaines auxquels elle consacre habituellement ses travaux, mais en mettant l'accent sur les questions liées à l'islam en France.
Dans son ouvrage Les Yeux grands fermés, elle se montre critique vis-à-vis de l'attitude de l'État français face au décompte de l'immigration, le solde migratoire ne représentant pas, selon elle, la réalité de la présence étrangère en France. Elle met en doute notamment l'apport de l'immigration à la croissance économique, l'intégration réelle des étrangers au tissu social des pays d'accueil. L'ouvrage est vivement critiqué dans le mensuel Alternatives économiques qui lui reproche de « [s'appuyer] sur des études étrangères provenant de sources politiquement très marquées », et « quand elle cite des chercheurs français, comme Éric Maurin ou Hervé Le Bras, c'est en tronquant leur œuvre pour aller dans le sens de ses partis pris ».

## Statistiques ethniques
Le démographe Hervé Le Bras et Michèle Tribalat s'opposent régulièrement sur les statistiques ethniques. En 2010, dans un article du Point, Hervé Le Bras conteste les travaux de Michèle Tribalat et va jusqu'à effectuer un parallèle entre les estimations de la population d'origine étrangère données par Michèle Tribalat et le protocole de Wannsee. Celle-ci, tout en corrigeant l'approximation historique d'Hervé Le Bras, condamne cette « nazification de l'adversaire » et parle de procédé « ignoble ». Plus généralement, Michèle Tribalat estime que ses thèmes de recherche lui auraient coûté sa carrière à l'INED. 
Interrogée au sujet des statistiques ethniques, elle affirme ne pas être « d’accord avec ceux qui refusent les statistiques ethniques sur la population carcérale sous prétexte que la réalité qu’elles donneront à voir — à savoir qu’une grande partie des prisonniers sont d’origine étrangère — ne plaît pas. Tout d’abord parce qu’on n’a pas attendu la statistique pour l’écrire ici et là, avec des estimations à la louche totalement hasardeuses. Au moins, une vraie étude permet de réduire la marge du fantasme ». Elle affirme également ne pas se « préoccuper de l’utilisation que l’on peut faire des statistiques. [...] L’objet de la statistique, c’est connaître. Elle doit être au-dessus de la mêlée. Si on veut connaître les problèmes, il faut s’en donner les moyens ». 

## Ouvrages
- avec Jean-Pierre Garson, Roxane Silbermann et al, Cent ans d'immigration, étrangers d'hier, Français d'aujourd'hui. Apport démographique, dynamique familiale et économique de l'immigration étrangère, préface de Michel-Louis Lévy, Presses universitaires de France, Institut national d'études démographiques, 1991 (cahier n°131).  (ISBN 2-7332-0131-X)
- Faire France : une grande enquête sur les immigrés et leurs enfants, préface de Marceau Long, Paris, La Découverte, 1995.  (ISBN 2-7071-2449-4)
- (avec Patrick Simon et Benoît Riandey), De l'immigration à l'assimilation : enquête sur les populations d'origine étrangère en France, Paris, La Découverte, 1996.  (ISBN 2-7071-2543-1)
- Dreux, voyage au cœur du malaise français, Paris, Syros, 1999.  (ISBN 2-84146-707-4)
- (avec Pierre-André Taguieff), Face au Front national : arguments pour une contre-offensive, Paris, La Découverte, 1998.  (ISBN 2-7071-2877-5)
- (avec Jeanne-Hélène Kaltenbach), La République et l'islam : entre crainte et aveuglement, Paris, Gallimard, 2002.  (ISBN 2-07-076247-5)
- Les Yeux grands fermés : L'Immigration en France, Paris, Denoël, mars 2010.  (ISBN 978-2-207-26177-4) - « Prix des Impertinents » 2010[15]
- (avec Christopher Caldwell) Une révolution sous nos yeux, Paris, Le Toucan, 2011.  (ISBN 978-2810004447)
- Assimilation : la fin du modèle français, Paris, Le Toucan, 2013.  (ISBN 978-2-8100-0553-6)
- Statistiques ethniques, une querelle bien française, L'Artilleur, 2016  (ISBN 978-2-8100-0689-2)
- « Vertu rétrospective, Le procès anachronique de René Carmille », dans Annick Duraffour, Philippe Gumplowicz, Grégoire Kauffmann, Isabelle de Mecquenem et Paul Zawadzki (dir.), La Modernité disputée, textes offerts à Pierre-André Taguieff, CNRS Éditions, 2020, 784p., p. 349-356.
- Immigration, idéologie et souci de la vérité, L'Artilleur, 2022.

## Récompenses
En 2005, elle est faite officier de l’ordre national du Mérite.